# Provincia Zabul
Provincia Zabul (paștună și persană: زابل‎) este una dintre provinciile Afganistanului. Este localizată în partea sudică, la frontiera cu statul Pakistan.